# Kalpa (tempo)
Kalpa é uma palavra em sânscrito (कल्प kalpa) que designa um aeon ou éon, ou um longo periodo de tempo na Cosmologia hindu e na cosmologia budista.
O conceito foi mencionado pela primeira vez no Mahabharata. A definição de kalpa é equivalente a cerca de 4,32 bilhões de anos, encontrado nos Puranas mais especificamente no Vishnu Purana e Bhagavata Purana.

## Budismo
Segundo o Visuddhimagga, existem varias explicações para os tipos de kalpas e sua duração. A primeira delas diz que existem quatro tipos:
1. Ayu-Kalpa - um período de tempo variável que representa a expectativa típica de vida de um ser humano em uma determinada época ou yuga. Podendo ser tão alta quanto um Asankya ou tão pequenas quanto 10 anos. Este número é diretamente proporcional ao nível de virtudes das pessoas em uma determinada época. Atualmente, esse valor oscila em torno de 100 anos e continuamente está a diminuir.
2. Antah-Kalpa - tempo necessário para uma Ayu-Kalpa, contando-se a partir de 10 anos até um Asankya e voltando para 10 anos. O fim de um Antah-Kalpa (ou massa de extinção) pode acontecer de três maneiras onde a maioria da população humana fica extinta:
```
   1. 
Sashthrantha-Kalpa
 - Extinção em massa por guerras.
   2. 
Durbhikshantha-Kalpa
 - Extinção em massa por fome.
   3. 
Rogantha-Kalpa
 - Extinção em massa por  peste.
```

3. Asankya-Kalpa - intervalo de tempo de 20 Antah-Kalpas. Um deles é equivalente a um quarto de 'Maha-Kalpa.
4. Maha-Kalpa - A maior unidade de tempo no Budismo. O final de um Maha-Kalpa pode se dar em três maneiras: fogo, água e vento. É dividido em quatro-quartos cada um equivalendo a um Asankya-Kalpa.
```
  1. Primeiro quarto - tempo necessário para este mundo se formar
  2. Segundo quarto - duração estável deste mundo, onde todos os seres vivos podem prosperar.
  3. Terceiro quarto - tempo necessário para a destruição deste mundo.
  4. Quarto quarto - período de tempo vazio.
```

Em uma outra explicação mais simples, existem 4 tipos diferentes de duração de kalpas. Um kalpa regular tem aproximadamente 16 milhões de anos 16,798,000 anos), e um kalpa pequeno tem por volta de 1000 kalpas regulares, ou 16 bilhões de anos. Além disso, um kalpa medio tem 320 bilhões de anos, o equivalente a 20 kalpas pequenos. um kalpa grande tem 4 kalpas médios, ou 1.28 trilhões de anos.
Não há registros da duração exata do Maha-kalpa dita por Buda em número de anos. No entanto, ele deu várias analogias surpreendentes para compreendê-lo.
Exemplos:
1. Imagine um cubo enorme vazio no início de um kalpa, cerca de 16 quilômetros em cada lado. Uma vez a cada 100 anos, se insere uma pequena semente de mostarda no cubo. De acordo com Buda, o cubo enorme será preenchido antes mesmo do fim do Maha-kalpa.
2. Imagine uma montanha rochosa gigante no começo do Maha-kalpa, aproximadamente 26 x 26 x 26 kilometros (exemplo Monte Everest). Agora pegue um pequeno pedaço de seda e limpe a montanha uma vez a cada 100 anos. De acordo com o Buda, a montanha vai estar completamente limpa antes mesmo do Maha-kalpa terminar.
Em uma situação, alguns discípulos queriam saber quantos kalpas já se passaram até então (época de Buda, Séc V a.C). Buda deu uma analogia:
3. Se você contar o número total de partículas de areia no fundo do rio Ganges, desde a sua nascente ate o seu deságue no mar, mesmo assim o numero contado, será menor do que o número de kalpas passados.

## Hinduísmo
No Hinduísmo (cf. Tempo cíclico Hindu), um kalpa é equivalente a 4.32 billhões de anos, um "dia de Brahma" ou mil mahayugas, medição da duração do mundo (cientistas estimam que a idade da Terra é de 4.54 bilhões de anos). Cada kalpa é divido em 14 períodos de tempos chamados manvantara, cada um durando 71 ciclos de yuga (306,720,000 anos). Procedendo desde o primeiro e seguindo cada periodo de manvatara a uma junção (sandhya) de tempo de um Satya-yuga (1,728,000) anos. Dois kalpas constituem um dia e noite de Brahma.O "mês de Brahma" é contêm 30 dias (incluindo noites), ou 259,2 bilhões anos. De acordo com o Mahabharata, 12 meses de Brahma (= 360 dias) constituem o seu ano, e 100 anos o ciclo de vida do universo. Cinqüenta anos de Brahma é suposto ter decorrido, e agora estamos na 'shvetavaraha-kalpa' do quinquagésimo primeiro, no final de um Kalpa o mundo será aniquilado.

## Kalpa e outros periodos de tempo
"A duração do mundo material é limitado. Ele se manifesta em ciclos de kalpas. Kalpas são os dias de Brahmā, e um de dia Brahmā consiste em mil ciclos de quatro yugas, ou eras: Satya, Treta, Dvapara e Kali. O ciclo de Satya é caracterizada pela sabedoria, virtude e religião, não tendo practicamente nenhuma ignorância ou vicío, e o yuga dura 1,728,000 anos. No Tretā-yuga o vicío é introduzido, e este yuga dura 1,296,000 years. No Dvāpara-yuga a um declínio ainda maior na virtude e na religião, o vício aumenta, e este yuga dura 864,000 anos. E finalmente na Kali-yuga (A yuga a qual a humanidade experimenta atualmente, e que já dura cerca de 5,000 anos) a uma abundância de conflitos, ignorância, irreligião e vício, e a virtude verdadeira do ser praticamente não existe, e este yuga dura 432,000 anos. Na Kali-yuga o vício chega a tal ponto que no fim deste yuga o Senhor Supremo nele mesmo aparecera como o Kalki avatar, varrendo os demonios, salvando seus devotos, e começando outra Satya-yuga. Assim o processo é posto novamente em giro. Estes quatro yugas, girando mil vezes, consiste em um dia Brahmā, e o mesmo numero consiste em uma noite. Brahmā vive cem de tais anos e então morre. Estes "cem anos" tem no total 311 trilhões e 40 bilhões de anos terrestres (311,040,000,000,000). Por este calculo a vida de Brahmā parece ser fantástica e interminável, mas a partir deste ponto de vista a eternidade é um breve flash de luz. No Oceano causal existem inúmeros Brahmas surgindo e desaparecendo como bolhas no Atlântico. Brahma e sua criação são todos parte do universo material, e, portanto, eles estão em fluxo constante. "(Bhagavad-gita Como Ele É 8.17) 

### Nomes de Kalpas
Os nomes dos 30 Kalpas são encontrados no Matsya Purana (290.3-12). Eles são:
1. Śveta
2. Nīlalohita
3. Vāmadeva
4. Rathantara
5. Raurava
6. Deva
7. Vṛhat
8. Kandarpa
9. Sadya
10. Iśāna
11. Tamah
12. Sārasvata
13. Udāna
14. Gāruda
15. Kaurma
16. Nārasiṁha
17. Samāna
18. Āgneya
19. Soma
20. Mānava
21. Tatpumān
22. Vaikuṇṭha
23. Lakṣmī
24. Sāvitrī
25. Aghora
26. Varāha
27. Vairaja
28. Gaurī
29. Māheśvara and
30. Pitṛ

O Vayu Purana no capítulo 21 dá uma listagem diferente de 28 kalpas. É também mencionado mais 5 kalpas no capítulo seguinte.